# X/1872 X1
X/1872 X1 (Комета Погсона) — астрономический объект, вероятно, кометной природы, наблюдавшийся в Мадрасе (современный Ченнаи) 3 и 4 декабря 1872 астрономом Норманом Погсоном. 
Погсон считал, что объект является потерянной кометой Биэлы, но последующие вычисления орбиты показали, что такое предположение неправдоподобно. Ни комета Биэлы, ни комета Погсона не были с тех пор переоткрыты.

## Открытие
Наблюдения Погсона были инициированы вследствие произошедшего крупного метеорного потока (впоследствии известного как Андромедиды) 27 ноября 1872 года: радиант наблюдался в той части неба, где должна была в сентябре находиться комета Биэлы, последний раз наблюдавшаяся в 1852 году; предполагалось, что метеорный поток мог быть ассоциирован с кометой. В результате астроном   Вильгельм Клинкерфус отправил Погсону телеграмму в обсерваторию Мадраса с утверждением о том, что комета Биэлы близка к Земле и нужно проводить наблюдения вблизи Теты Центавра.
Погсон начал искать комету приблизительно в 4 часа вечера по местному времени 3 декабря, после двух пасмурных ночей. На десять минут облачный покров образовал окно и в 5:15 вечера Погсон увидел объект, на первый взгляд показавшийся кометой, Погсон описал объект как круглый, яркий, с чётко выраженным ядром. Погсон отождествил объект с кометой Биэлы, сопоставив скорости перемещения объекта на фоне далёких звёзд. Следующим утром Погсон провёл дополнительные наблюдения в лучших условиях и заметил, что объект имеет короткий хвост. Утро 5 декабря было облачным, Погсон отправил несколько писем, сообщающих о наблюдении кометы и указывающих три положения объекта. Погсон отметил, что он не наблюдал второй части кометы, которая ранее отделилась от кометы Биэлы.

## Анализ

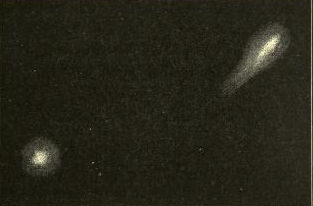
Главный и вторичный компоненты кометы Биэлы, зарисованные А. Секки при финальном наблюдении в 1852 году. Объект Погсона первоначально считался тождественным комете Биэлы.

Наблюдения Погсона быстро привлекли внимание других учёных. Астроном-любитель Дж. Л. Тапмэн в журнале Monthly Notices  января 1873 года отметил несоответствие обоих положений кометы Погсона и положений кометы Биэлы, а также расхождение в 12 недель между наблюдениями кометы Погсона и предполагаемым появлением кометы Биэлы; однако расхождение в наклонении орбиты могло возникнуть, если  Погсон наблюдал 3-го декабря вторичный компонент кометы, а 4-го — главный.
Впоследствии был опубликован ряд расчётов орбиты объекта Погсона, созданных Карлом Брунсом (1875 год) и Генрихом Крейцем (1886 и 1902 годы), но данные расчёты основывались только на данных о трёх положениях объекта и потому не являлись надёжными. Если наблюдавшийся Погсоном объект и являлся кометой, то с тех пор он больше не наблюдался.
Ирландский астроном Уильям Монк затем предположил, что кометы Погсона и Биэлы могут принадлежать одному семейству и создавать один протяжённый метеорный поток. Также он предположил, что кометный объект, наблюдавшийся Джеймсом Бекингемом 9 ноября 1865 года, может быть тем же самым объектом, что наблюдал Погсон; Монк предположил также, что комета вернётся в 1893 году, чего не произошло.
Патрик Мур прокомментировал наблюдения кометы Погсона, сообщив, что комета по всей вероятности случайно оказалась вблизи предполагаемого положения кометы Биэлы.
Поскольку Погсон был единственным наблюдателем этого объекта, то каталоги Марсдена (1979, 1982) не упоминают эту кометы, а в каталоге Кронка (2003) она содержится.